# إيغون هوراك
ايغون هوراك (بالألمانية: Egon Horak)‏ (و. 1937 – م) هو عالم نبات، وأستاذ جامعي، واخصائي فطريات من النمسا . ولد في إنسبروك. مختص بالفطريات فقد وصف أكثر من ألف نوع من الفطريات أكثرها من نصف الكرة الجنوبي، تحديداً نيوزيلندا وأمريكا الجنوبية. ايغون كان المحرر التنفيذي للمجلة العلمية سيدويا من عام 1975 إلى 1989، وعضواً في هيئة التحرير بعد ذلك.